# Stenoprora adelopis
Stenoprora adelopis là một loài bướm đêm trong họ Erebidae.